# Escudo de Arauca
El Escudo de Arauca es el principal emblema y uno de los símbolos oficiales del departamento colombiano de Arauca.

## Blasonado
Escudo de forma suiza, terciado en barra. El tercio superior se encuentra a su vez partido por una palmera enhiesta. Primero, campo paisajista compuesto por un sol poniente de gules en cielo de oro, un manto de sinople, dos palmeras solitarias en su color, y una pequeña laguna o charca en azur en la que se encuentra una garza de plata. Segundo, cabeza de res en campo de gules. Tercero, barra de azur. Cuarto, un gorro frigio de gules en campo de plata cubierto por 33 cuerdas en sable. Como timbre y posterior al escudo, se encuentran entrecruzadas una lanza y un arma de fuego rústica. Por divisa cinta de plata con el lema “ARAUCA”.

## Diseño y significado de los elementos
El campo del escudo es de forma suiza, dividido por una barra azul en dos cuarteles principales. El superior a su vez está dividido por una palmera sobrepuesta a la división.
Entre los elementos que se pueden destacar en el cuartel superior se encuentra, a la derecha, un paisaje típico llanero, con un sol rojo poniéndose sobre un manto de llanura verde amarillento, en la cual se ubican dos palmeras solitarias y una pequeña laguna o charca en la que se encuentra una garza blanca (especie abundante en el llano); a la izquierda sobre fondo rojo hay una cabeza de res, la cual representa la riqueza ganadera de la llanura araucana.
La banda azul que divide el escudo en dos cuarteles principales significa la rica red hidrográfica que cruza el territorio del departamento.
En el cuartel inferior aparece un gorro frigio de color rojo, emblema de libertad, sobrepuesto a treinta y tres líneas verticales que representan las cuerdas del arpa, uno de los instrumentos musicales autóctonos del folclor llanero.
Como soportes del escudo en la parte posterior del mismo se encuentran entrecruzadas una lanza y un arma de fuego rústica, prototipo de las utilizadas por los llaneros en las batallas libertadoras.
En la base del escudo se lee la palabra "Arauca", sobre una cinta de color blanco.